# فاكوندو ميدينا
فاكوندو ميدينا (بالإسبانية: Facundo Medina) (28 مايو 1999 ببوينس آيرس في الأرجنتين - ) هو لاعب كرة قدم أرجنتيني في مركزي الظهير والدفاع. لعب مع تاليريس كوردوبا.

## وصلات خارجية
- فاكوندو ميدينا على موقع الاتحاد الأوربي (الإنجليزية)
- فاكوندو ميدينا على موقع إي إس بي إن إف سي (الإنجليزية)
- فاكوندو ميدينا على موقع قاعدة بيانات كرة القدم.إي يو (الإنجليزية)
- فاكوندو ميدينا على موقع ليكيب (الفرنسية)
- فاكوندو ميدينا على موقع ناشيونال فوتبول تيمز (الإنجليزية)
- فاكوندو ميدينا على موقع Soccerbase.com (لاعب) (الإنجليزية)
- فاكوندو ميدينا على موقع Soccerway.com (الإنجليزية)
- فاكوندو ميدينا على موقع عالم كرة القدم.نت (الإنجليزية)
- فاكوندو ميدينا على موقع أوليمبيديا (الإنجليزية)
- فاكوندو ميدينا على موقع AS.com (الإسبانية)